# Ядерне бомбардування Хіросіми і Нагасакі
34°23′41″ пн. ш. 132°27′17″ сх. д. / 34.39468002° пн. ш. 132.45462036° сх. д.

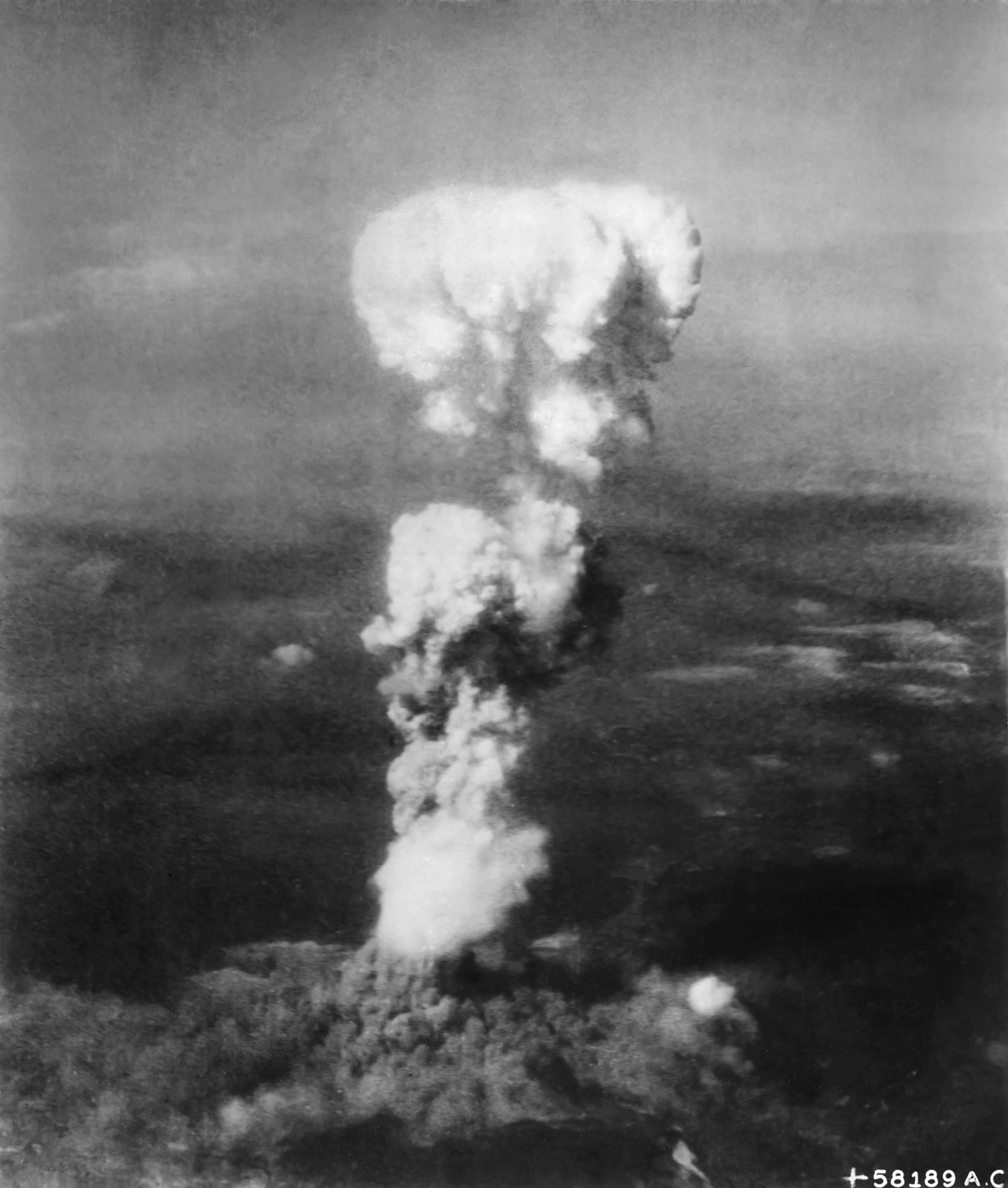
Грибоподібна хмара над Хіросімою після скидання бомби

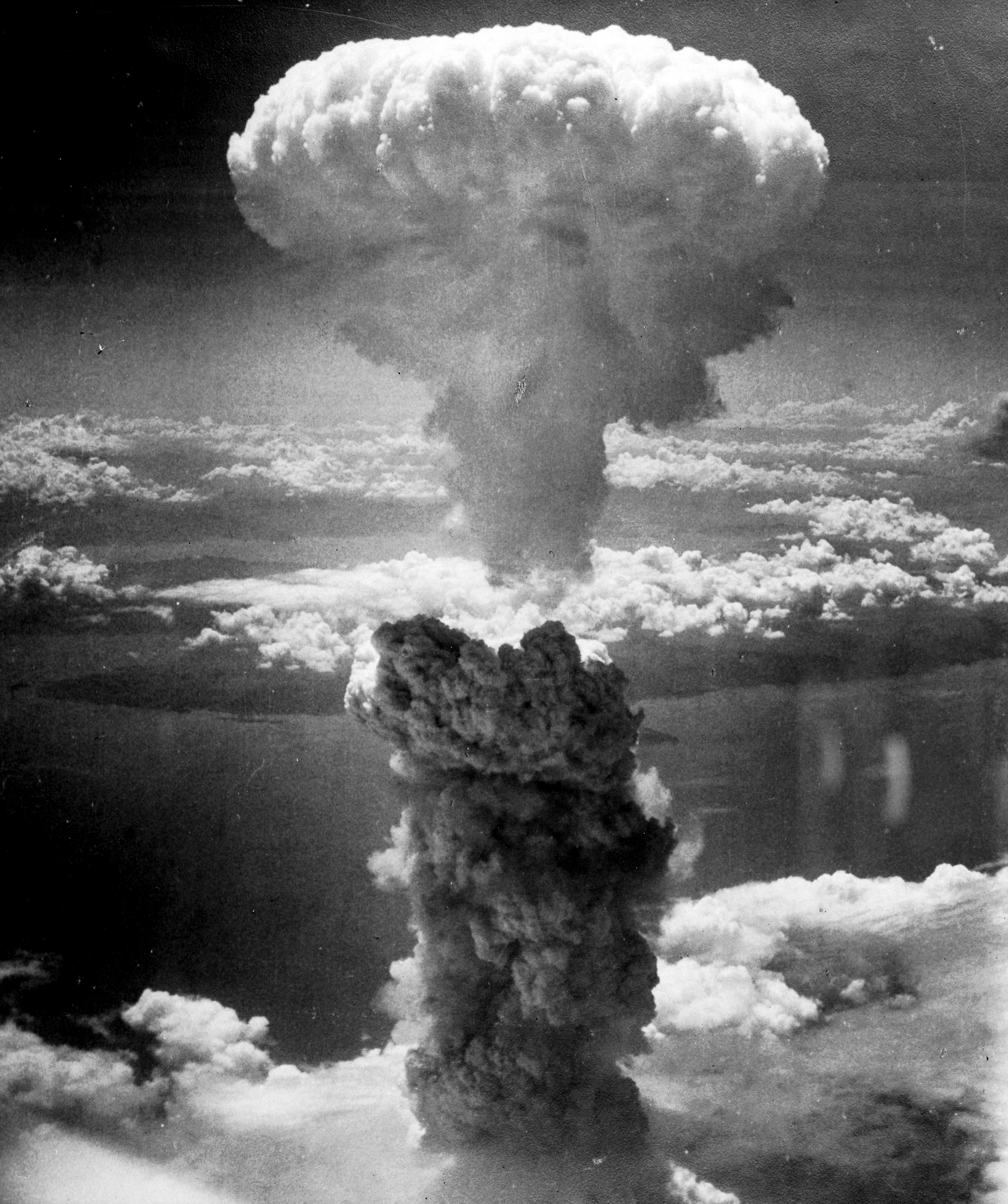
Грибоподібна хмара над Нагасакі після скидання бомби

Я́дерне бомбардува́ння Хіросі́ми і Нагаса́кі — ядерні атаки на японські міста Хіросіма і Нагасакі, здійснені збройними силами США за президентства Гаррі Трумена наприкінці Другої світової війни. 6 серпня 1945 року атомна бомба «Малюк» була скинута на Хіросіму, а 9 серпня — «Товстун» — на Нагасакі. Це були два з трьох (див. Тоцькі військові навчання) випадків використання ядерної зброї проти цивільного населення.[джерело?]
Від вибухів миттєво загинули 70 тис. мешканців Хіросіми та 60 тис. мешканців Нагасакі. З серпня по грудень 1945 року загальна кількість тих, що померли від ран і хвороб, спричинених радіацією, склала близько пів мільйона осіб в обох містах.
Також у день бомбардування Нагасакі Радянський Союз оголосив війну Японії. І шість днів потому, 15 серпня 1945 року, Японія оголосила союзникам про свою капітуляцію. 2 вересня 1945 року на борту лінкора «Міссурі» підняли прапори США, Британії, СРСР та Китаю, й о 09:00 за місцевим часом Японія підписала акт про капітуляцію. Досвід Хіросіми і Нагасакі змусив японські правлячі кола прийняти Три антиядерні принципи, що проголошували Японію вільною від ядерної зброї.
Вплив ядерного бомбардування на хід війни, загальна доцільність і також моральні аспекти цієї події досі є предметом академічних та політичних дискусій.

## Передумови

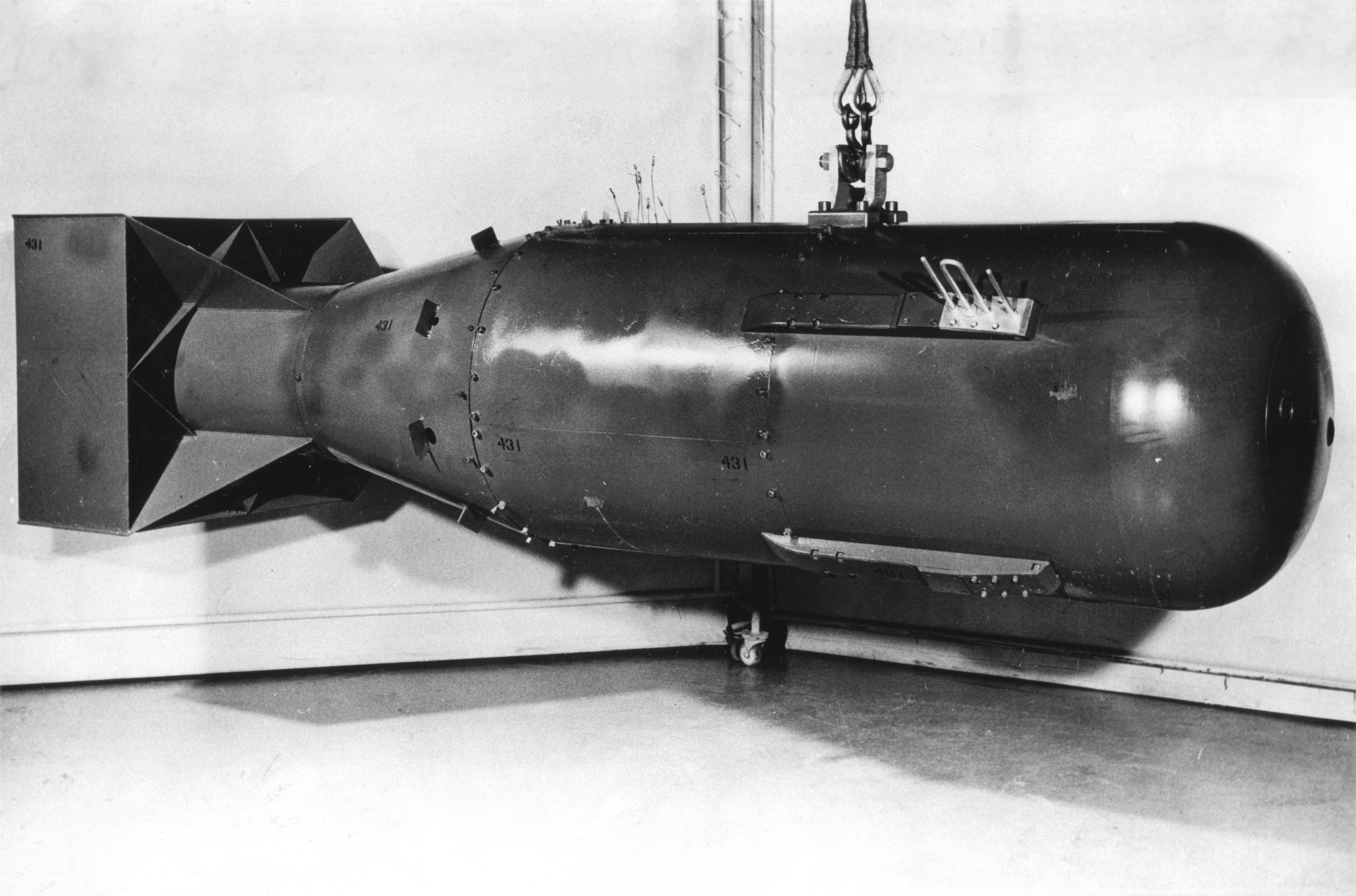
Макет бомби «Малюк» (Little boy), скинутої на Хіросіму

У вересні 1944 року на зустрічі президента США Франкліна Рузвельта і прем'єр-міністра Великої Британії Вінстона Черчилля у Гайд-парку була укладена домовленість, згідно з якою передбачалася ймовірність застосування атомної зброї проти Японії.
До літа 1945 року Сполучені Штати Америки за підтримки Великобританії і Канади в рамках Мангеттенського проєкту завершили підготовчі роботи зі створення перших діючих зразків ядерної зброї.
За час участі США у Другій світовій війні близько 400 тис. американців було вбито, приблизно половина з них — у війні проти Японії. У квітні-червні 1945 року під час операції із захоплення японського острова Окінава загинуло понад 12 тис. американських солдатів, 39 тис. було поранено (втрати японців становили від 93 до 110 тис. солдатів і понад 100 тис. осіб цивільного населення). Очікувалося, що вторгнення в саму Японію призведе до втрат, які у багато разів перевищують втрати на Окінаві.

## Травень 1945 року: вибір цілей

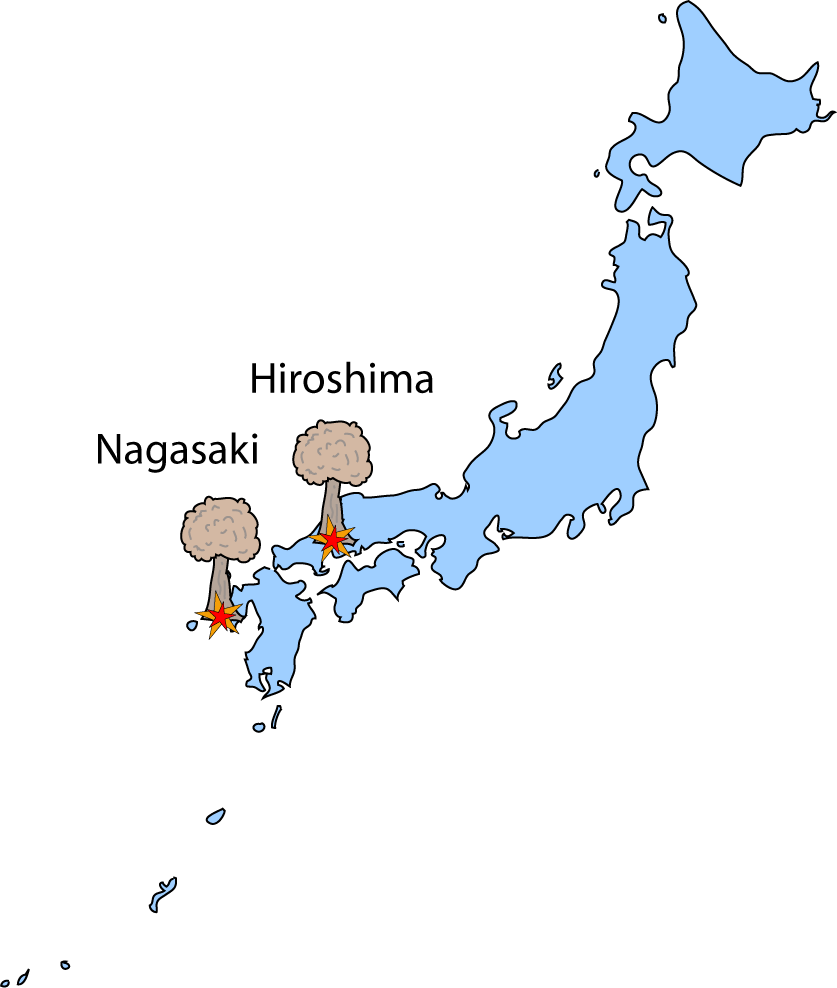
Хіросіма і Нагасакі на карті Японії

Під час свого другого засідання в Лос-Аламосі (10-11 травня 1945 року) Комітет з вибору цілей рекомендував як об'єкти для застосування атомної зброї Кіото (найбільший індустріальний центр), Хіросіму (центр армійських складів, військовий порт і місце розташування генерального штабу військово-морського флоту та Другої армії), Йокогаму (центр військової промисловості), Кокуру (найбільший військовий арсенал) та Ніігату (військовий порт і центр машинобудування). Комітет відкинув ідею застосування цієї зброї проти виключно військової цілі, оскільки був шанс промахнутися повз невелику площу, не оточену великою міською зоною.
Великого значення під час вибору цілі надавали психологічним чинникам:
1. досягненню максимального психологічного ефекту проти Японії;
2. перше застосування зброї мало бути досить значним для міжнародного визнання його важливості. Комітет вказав, що на користь вибору Кіото говорило те, що його населення мало вищий рівень освіти і, таким чином, краще було здатне оцінити значення зброї. Хіросіма ж мала такий розмір і розташування, що, з урахуванням фокусуючого ефекту від пагорбів, які її оточували, сила вибуху могла бути збільшена[5].

Військовий міністр США Генрі Стімсон викреслив Кіото зі списку внаслідок культурного значення міста. За словами професора Едвіна О. Райшауера, Стімсон «знав і цінував Кіото з часів проведеного там кілька десятиліть тому медового місяця».

### Особлива думка вчених
Група вчених з Манхеттенського проєкту на чолі з Джеймсом Франком, лауреатом Нобелівської премії 1925 року з фізики, виклала свою точку зору в надсекретній доповіді. Вони стверджували, що довго зберігати в секреті атомні розробки не вдасться, і передбачали гонку ядерних озброєнь. Замість бомбардування японських міст пропонувалося обмежитися випробуванням у безлюдному місці, оскільки цього було б достатньо, щоб ніхто не наважився напасти на Америку в страху перед нищівною зброєю.

## Хронологія подій до першого бомбардування (6 серпня)
16 липня 1945 року на полігоні в штаті Нью-Мексико було проведено перше у світі успішне випробування атомної зброї. Потужність вибуху склала близько 21 кілотонни в тротиловому еквіваленті.
24 липня під час Потсдамської конференції Президент США Гаррі Трумен повідомив Сталіну, що у США з'явилася нова зброя небаченої руйнівної сили. Трумен не уточнив, що він мав на увазі саме атомну зброю. Згідно з мемуарами Трумена, Сталін не виявив особливого інтересу, зауваживши тільки, що він радий і сподівається, що США зможуть ефективно застосувати її проти японців. Черчілль, який уважно спостерігав за реакцією Сталіна, залишився на думці, що Сталін не зрозумів істинного сенсу слів Трумена і не звернув на нього уваги. Водночас, згідно з мемуарами Жукова, Сталін чудово все зрозумів, але не подав вигляду і в розмові з Молотовим після зустрічі зазначив, що «треба буде переговорити з Курчатовим про прискорення нашої роботи». Після розсекречення операції американських спецслужб «Венона» стало відомо, що радянські агенти вже давно повідомляли про розробку ядерної зброї. За деякими повідомленнями, агент Теодор Холл за кілька днів до Потсдамської конференції повідомив навіть заплановану дату першого ядерного випробування. Це може пояснити, чому Сталін спокійно сприйняв повідомлення Трумена. Холл працював на радянську розвідку з 1944 року.
25 липня Трумен схвалив наказ починаючи з 3 серпня бомбити одну з таких цілей: Хіросіму, Кокуру, Ніїґату або Наґасакі — за першої можливості, щойно погода дозволить, а також у майбутньому — наступні міста, у міру надходження бомб.
26 липня уряди США, Великої Британії та Китаю підписали Потсдамську декларацію, у якій було викладено вимогу беззастережної капітуляції Японії.
Наступного дня японські газети повідомили, що декларацію, текст якої було трансльовано по радіо і розкидано в листівках із літаків, було відкинуто. Уряд Японії не висловив бажання прийняти ультиматум.
28 липня прем'єр-міністр Кантаро Судзукі заявив на пресконференції, що Потсдамська декларація — не більше ніж старі доводи Каїрської декларації в новій обгортці, і зажадав від уряду проігнорувати її.

## Підготовка до бомбардувань
Протягом травня-червня 1945 року на острів Тініан прибула американська 509-та змішана авіагрупа. Район базування групи на острові розташовувався за кілька миль від інших підрозділів і ретельно охоронявся.
26 липня крейсер «Індіанаполіс» доставив на Тініан атомну бомбу «Малюк» (англ. Little Boy).
28 липня начальник Об'єднаного комітету начальників штабів Джордж Маршалл підписав наказ на бойове застосування ядерної зброї. Цей наказ, розроблений керівником Манхеттенського проєкту генерал-майором Леслі Гровзом, наказував завдати ядерного удару «в будь-який день після третього серпня, як тільки дозволять погодні умови». 29 липня на Тініан прибув командувач стратегічної авіації США генерал Карл Спаатс, доставивши на острів наказ Маршалла.
28 липня і 2 серпня на Тініан літаками були привезені компоненти атомної бомби «Товстун» (англ. Fat Man).

## Плани нових атомних атак на Японію
Існували плани наступних ядерних нападів на Японію після Хіросіми та Нагасакі. Очікувалося, що ще одна атомна бомба «Товстун» буде готова до використання 19 серпня, через 10 днів після бомбардування Нагасакі.[неавторитетне джерело] Однак капітуляція Японії 15 серпня першою призвела до завершення війни.

### Хіросіма

#### Японською
- Сторінка Хіросімського музею миру (яп.) (англ.)
- Віртуальна екскурсія Хіросімського музею миру (яп.)
- Музей атомного бомбардування (яп.)
- Товариство «Серця Хіросіми» (яп.)
- Центр вивчення впливу радіації (яп.)
- Хіросімський центр миру і культури (яп.)
- Мої спогади про ядерний вибух і думи про мир (яп.)
- Телебачення RCC «60 річниця бомбардувань　Пам'ять Хіросіми» (яп.)
- Газета Хіросіма (яп.)
- Атомне бомбардування Хіросіми і Нагасакі (яп.)
- Фотоархів бомбардування Хіросіми (яп.)

### Нагасакі

#### Японською
- Сторінка музею атомних бомбардувань Нагасакі (яп.) (англ.)
- Ні — ядерним бомбардуванням (яп.)
- Бомбардування Хіросіми і Нагасакі (яп.)
- Рада постраждали від ядерних бомбардувань Нагасакі (яп.)
- Свідчення 500 постраждалих з Нагасакі (яп.)